# Draugháls
Draugháls är en kulle i republiken Island. Den ligger i regionen Norðurland vestra, 150 km nordost om huvudstaden Reykjavík. Toppen på Draugháls är 572 meter över havet, eller 51 meter över den omgivande terrängen. Bredden vid basen är 1,9 km.
Trakten runt Draugháls är nära nog obefolkad, med mindre än två invånare per kvadratkilometer. Det finns inga samhällen i närheten. Trakten runt Draugháls består i huvudsak av gräsmarker.